# SBB Ae 3/6 I sorozat
Az SBB Ae 3/6 I sorozat egy svájci 15 kV, 16,7 Hz váltakozó áramú, 2'Co1' tengelyelrendezésű villamosmozdony-sorozat volt. Összesen 114 db-ot gyártott belőle 1920 és 1929 között az SLM, a BBC, a MFO és a SAAS. Az SBB-CFF-FFS 1974 és 1994 között selejtezte a sorozatot.